# Krajná Porúbka
Krajná Porúbka é um município da Eslováquia, situado no distrito de Svidník, na região de Prešov. Tem 3,73 km² de área e sua população em 2018 foi estimada em 40 habitantes.

## Demografia
| Ano:        | 1994 | 2004   | 2014   | 2024    |
| ----------- | ---- | ------ | ------ | ------- |
| Broj ljudi: | 61   | 56     | 52     | 34      |
| Razlika:    |      | -8,19% | -7,14% | -34,61% |

| Ano:               | 2023 | 2024   |
| ------------------ | ---- | ------ |
| Número de pessoas: | 33   | 34     |
| Diferença:         |      | +3,03% |